# José Ramón Pardo
José Ramón Pardo (Gijón,17 De Agosto De 1941) es un periodista musical español, director de la editorial Ramalama Music.

## Biografía
Se matriculó en Derecho y en Filosofía y Letras. Trabajó como administrador en una revista de publicidad, el periodismo se cruzó en su vida y le atrapó definitivamente. Se matriculó en la Escuela Oficial de Periodismo. Comenzó a trabajar en el periódico Madrid, dentro de la sección de Local. 
De forma paralela comenzó a desarrollar su otra gran pasión: la música. Formó parte de un grupo de rock a comienzos de los sesenta llamado Los Teleko porque dos de los componentes, los fundadores, estudiaban Ingeniería de Telecomunicación. Cuando acabaron la carrera desapareció el grupo, donde llegó a ser cantante su primo  Juan Pardo, que luego ha hecho una gran carrera. Estuvo unos años siguiendo muy de cerca las novedades musicales.
Tras un breve parón en el que tuvo que cumplir con las Milicias Universitarias, volvió a Madrid, donde recibió una oferta de Prensa Española, editora del diario  ABC y la revista  Blanco y negro.  Se convirtió en redactor jefe de Cultura y Sociedad, pero también cubrió otros eventos como la  marcha verde del Sáhara, los  últimos fusilamientos del  franquismo y viajó como enviado especial acompañando a los Reyes a países como Venezuela o Arabia Saudita. En 1966 ya empezó a escribir sobre discos y música, pero sin cobrar nada por ello.
Pronto le llamaron de Radio España para que hiciera un programa sobre música folk… después tocó a su puerta Radio Peninsular y finalmente el periodista Pedro Erquicia le propuso encargarse de la información musical en Informe Semanal, el histórico programa de TVE.
Ha sido el creador y director de  M80 y Radiolé, guionista fundador de  Tocata,  Aplauso y A tope.
Como escritor ha publicado una veintena de libros de temática musical entre los que destaca su Una Historia del Pop y el Rock en España.
Ha tenido muy buenos contactos, e incluso amistad, desde sus comienzos con gente que luego ha sido muy grande. Léase Patxi Andión, Joan Manuel Serrat, Los Brincos, Julio Iglesias, María Dolores Pradera, Víctor Manuel, Mari Trini.
En el periodo en que creó y dirigió Radiolé entabló contacto con artistas de la copla como Juan Valderrama, Lola Flores o Manolo Escobar. De los internacionales destaca a Elvis Presley, Ray Charles y Buddy Holly.
Actualmente dirige el sello musical Ramalama Music, dedicado a la recuperación de la historia sonora de la España del último medio siglo y es colaborador en el programa No es un día cualquiera de  Radio Nacional de España.

## Premios y reconocimientos
2023: Premio Carlos Tena a la divulgación musical

## Libros
- Historia del Pop (5 vols.)[4]
- Historia del Pop español (3 vols.)[4]
- Cantautores (3 vols.)[4]
- Sabor Latino (2 vols.)[4]
- La Música contada con sencillez[4]
- Nuevas Músicas (3 vols.)[4]
- La Discoteca Ideal de la Música pop[4]
- Medio Siglo del Festival de Eurovisión[4]
- …Y también sé montar en bici.

## Disco-libros
- Una Historia del Pop y el Rock en España (2005), ISBN: 8423322210278 (en colaboración con José María Íñigo)[4]